# Nowohuriwka
Nowohuriwka (ukr. Новогурівка) – wieś na Ukrainie, w obwodzie dniepropetrowskim, w rejonie kamjańskim, w hromadzie Bożedariwka. W 2001 liczyła 98 mieszkańców, spośród których 96 wskazało jako ojczysty język ukraiński, a 2 rosyjski.